# Friedrich Severin
Friedrich Severin (* 18. Jahrhundert; † nach 20. März 1802) war ein Buchdrucker, Verleger und Buchhändler in Weißenfels.
Er ist nicht näher verwandt oder zu verwechseln mit dem 1807 in Lübeck geborenen Verlagsbuchhändler Friedrich Severin, der sein Wirkungsfeld im 19. Jahrhundert in Dorpat und Moskau hatte.

## Leben
Friedrich Severin ist wahrscheinlich in Rostock geboren und arbeitete in Weißenfels zunächst als Fraktor in der Buchdruckerei des Verlagsbuchhändlers Caspar Simon Ife († 1784). Gemeinsam mit der Witwe Ife führte er das Unternehmen zunächst weiter, heiratete diese jedoch 1785 und übernahm 1786 das Geschäft in Gänze. Mitte 1797 wurde Christian Heinrich Böse Teilhaber der Verlagsbuchhandlung, die fortan unter dem Namen Friedrich Severin und Compagnon firmierte. Anfang 1802 überließ Severin seinem Partner das Geschäft.
Unter der Ägide Severins entwickelte sich in den Jahren 1785 bis 1800 auch die Gymnasialdruckerei des ehemaligen St. Klaren Nonnen-Kloster in Weißenfels zur bedeutendsten Thüringens.
Novalis hatte an Severin aus der gemeinsamen Korrespondenz und Zusammenarbeit heraus ca. 1789 einige Zeilen in Versform aufgesetzt.